# Белоостров (судно)
Белоостров (построен как Aallotar) — грузо-пассажирский пароход, полученный Советским Союзом от Финляндии в качестве репараций по итогам Второй мировой войны. Построен на верфи Helsingors Jernskibs- og Maskinbyggeri в Хельсингёре (Дания) в 1937 году.

## История судна
Киль судна под строительным номером 242 был заложен на датской верфи Helsingors Jernskibs- og Maskinbyggeri в Хельсингёре и судно было передано финской судоходной компании Finska Ångfartygs Aktiebolaget из Хельсинки под именем Aallotar 22 мая 1937 года. Судно осуществляло перевозки на линии Хельсинки — Копенгаген — Гулль под финским флагом. Во время Второй мировой войны судно в основном простаивало из-за опасности прохода через немецкие минные поля. После войны было передано Советскому Союзу в качестве военных репараций вместо судна Ariadna, которое село на мель во время доставки в Советский Союз. Перед передачей судно было отремонтировано в мастерских Hietalahti в Хельсинки. В июне 1945 года судно получило приписку в Совторгфлоте (Балтийском пароходстве, Ленинград, СССР), было переименовано в Белоостров и поставлено на линию Ленинград — Хельсинки — Стокгольм — Лондон. Продолжительность рейса составляла три недели. В 1956 году судно перевели в ЧМП на Чёрное море, (Одесса, СССР), где проработало до 1967 года, пока его не перевели на Сахалин в Холмск. В 1975 году судно было продано компании Matsukura Kaiji на слом. 6 июня 1975 года судно прибыло в Идзумиоцу для разделки на металлолом на Hirao, Ямагути, Япония.